# 17 км (Оренбургская область)
17 км — населённый пункт (тип: разъезд) в Оренбургском районе Оренбургской области России. Входит в состав Сергиевского сельсовета.

## География
Разъезд расположен в 17 километрах от районного центра — Оренбурга и примыкает к селу Павловка. Их разделяет река Каргалка.
Часовой пояс
Разъезд 17 км, как и вся Оренбургская область, находится в часовой зоне МСК+2. Смещение применяемого времени относительно UTC составляет +5:00.

## Население
| 2010 |
| ---- |
| 61   |

## Инфраструктура
Путевое хозяйство.
Садовые товарищества.

## Транспорт
Автомобильный и железнодорожный транспорт.
Остановка общественного транспорта «СНТ Алмаз». Остановочный пункт 1501 км.